# Dent de Ruth
La dent de Ruth, culminant à 2 236 mètres d'altitude, est un sommet calcaire des Préalpes fribourgeoises en Suisse. Il s'agit d'un tripoint entre les cantons de Berne, de Fribourg et de Vaud. Elle est située entre la vallée de la Jogne et la vallée de la Sarine, au sud de Jaun.

## Toponymie
L'étymologie du nom vient de « terrain mis en culture ». Ancien français rout, « rompu, brisé, cassé », roman roupta, ropta, bas latin rupta, « terre défrichée », du latin [terra] rupta, « [terre] rompue, brisée ».
Puis le nom a été remotivé sous l'influence du prénom féminin : Ruth.
En 1906, le Ruth, Ruty, désigne un alpage près de Berne dont le nom a été monté à « la dent de Ruth ».

## Première ascension
- 14 octobre 1945 : par W. Diehl et A. Baltzer. Lors de la première ascension, une courte traversée a été franchie par un lancer de corde pour effectuer un pendule.

## Accès
L'accès se fait depuis l'Alp de Ruth (1 650 m) dans la vallée des Fenils ou depuis la cabane de Grueteberg du Club alpin suisse.